# Владимировка (Липецкая область)
Владимировка — деревня в Задонском районе Липецкой области России. Входит в состав Тимирязевского сельского поселения.

## Географическое положение
Деревня расположена на Среднерусской возвышенности, в южной части Липецкой области, в западной части Задонского района, к западу от реки Дон. Расстояние до районного центра (города Задонска) — 15 км. Абсолютная высота — 192 метра над уровнем моря. Ближайшие населённые пункты — деревня Крутой Верх, деревня Вороново, деревня Туляны, деревня Ивановка, деревня Николаевка, деревня Комбаровка, деревня Секретаровка, посёлок Тимирязев. Вблизи Владимировки проходит автотрасса федерального значения М4 «Дон».

## Население
| 2010 |
| ---- |
| 39   |

По данным Всероссийской переписи, в 2010 году численность населения деревни составляла 39 человек (15 мужчин и 24 женщины).

## Улицы
Уличная сеть деревни состоит из одной улицы (ул. Владимировка).